# Рудка (Лубенський район)
Ру́дка — село в Україні, в Лубенськом районі Полтавської області. Населення становить 668 осіб. Входить до складу Гребінківської міської громади.
В селі є школа, будинок культури, пошта, кафе, є два ставки.
Село відоме тим, що побувавши тут, письменник Євген Павлович Гребінка побачив дочку місцевого пана і закохався в неї. Після цього написав найвідоміший тепер російський романс «Очи чёрные».

## Географія
Село Рудка знаходиться на лівому березі річки Гнила Оржиця за 17 км від районного центру Гребінки. Вище за течією на відстані  2,5 км розташоване село Горби, нижче за течією на відстані 2 км розташоване село Тимки, на протилежному березі - село Овсюки. По селу протікає пересихаючий струмок з загатою.

## Історія
Як писав наш земляк археограф М.Г. Астряб, на початку XVIII століття Рудкою називався ярок, що знаходився на шляху з Яблуневого до Пирятина. А походження слова «рудка» пояснив історик О. М. Лазаревський: на той час воно означало пересихаючу влітку улоговину річки з іржавими калюжами, рудими за кольором.
Ці землі (від «Грядки» до «Рудки» по «Пирятинський шлях») якими частково володіли козаки Тумки разом з хутором Тумківщиною (зараз це село Тимки Оржицького району), вони продали Лубенському полковому сотнику Івану Кориійовичу Ограновичу. Інші ж землі «ярок у р. Рудки по дороге из Лазорок» були продані 6 липня 1737 року значковим товаришем Пирятинської сотні Андрієм Москаленком бунчуковому товаришу Якиму Троцькому.
Ці нові володарі землі і заснували поселення Рудка в першій половині XVIII століття. Свою частину володінь Ограновичі зберегли за собою до початку XX століття. Інша ж частина Рудки змінювала прізвища власників. В різні часи нею володіли: Богаєвські, Боярські, Ростенберги, Галенковські, Щербаки, Скаржинські.
Поселення швидко виростало. У 1764 році в одній із частин його, якою володіли Богаєвські, налічувалося 52 хати і людей чоловічої статі 180 душ. В 1787 році в цій же частині поселення проживало 290 душ чоловічої статі (про жінок немає даних).
Зміцнювати своє землеволодіння Якиму Максимовичу Троцькому допомагали, крім його особистих здібностей, споріднення його з всесильними Кулябками і Маркевичами, оскільки його мати Євдокія Іванівна була дочкою родоначальника Кулябок, а дочка полковника Лубенського Андрія Марковича Олександра (Леся, як її називав Яків Маркович в своєму «Щоденникові») була дружиною Якима Максимовича. Тому він багатенько накопичив тут земельки.
Із дітей у них було 2 дочки: старша, Меланія, була за Л. В. Богаєвським, а друга, Анастасія, була за К. І. Кобеляцьким. Заснованою Я. М. Троцьким частиною Рудки після нього володіли Богаєвські, які потім передали це володіння Кобеляцьким. У Кобеляцьких була дочка Варвара, яка одружилася з прибувшим із Охтирки (нинішньої Сумщини) секунд-майором Іваном Михайловичем Боярським (1744 - до 1787 р.) і цією маєтністю Рудки стали володіти Боярські
У 1795 р. І.М. Боярський свою частину Рудки відписав синам: прем'єр-майору Василю Івановичу і поручику Григорію Івановичу. Василь Іванович, мабуть, продав свою частину штабс-ротмістрові у відставці Георгію Йосиповичу Галенківському (Галенківські довго господарювали на своїй частині).
Григорій Іванович Боярський (1779-1815 р.р.) і його дружина Марія Олексіївна (1785-1858 р.р.) назначили свою частину Рудківської маєтності своїй дочці Анастасії, яка одружилася з Василем Васильовичем Ростенбергом. Анастасія Григорівна рано померла, залишивши свою єдину доньку Марію (1827-1894 р.р.) в чотирьохлітньому віці.
Ростенберг В. В. через 3-4 роки після смерті дружини вдруге одружився з багатою дівицею А. А. Пашкевич, що жила в селі Плехово Лубенського повіту, вони прижили 9 дітей. Вихованням Марії Василівни, мабуть, займалася її бабуся Марія Олексіївна, яка через 3 роки після смерті першого чоловіка Григорія Івановича Боярського одружилася з підполковником Андрієм Андрійовичем Санковським.
Вони мали свою маєтність в Лазірках, але повинні були піклуватись і про маєтність своєї внучки Марії, яку залишила їй мама в Рудці. Підрісши, Марія Василівна жила в Рудці, з нею жили бабуся і дідусь. Тут з Марією Василівною познайомився Євген Павлович Гребінка і 3 липня 1844 року вони повінчались в Покровській церкві села Рудка.
За дату шлюбу Євгена Павловича і Марії Василівни ввесь час приймали 30 червня 1844 р. ст. стилю. На цю дату вказував Євген Павлович в своєму листі до Лева Свічки 25 червня 1844 р.: «...наконец, наше дело, которое мы с тобою знали три года, кончилось - и я сговорен и обручен с Марией Васильевной Ростенберг: 30 числа зтого месяца мы венчаемся и уезжаем в Петербург».
Із всього видно, що Євген Павлович спішив раніше виїхати до Петербургу. Але, мабуть, його рідні і рідня Марії Василівни умовили його ще трохи затриматись і вінчання проводити не 30 червня, а 3 липня, в неділю. І як писав М. Г. Астряб в своїй праці «Малоросійський Лубенський полк» вінчання відбулося 3 липня 1844 р. (Він провірив це по документах, адже він на початку 1920-х років завідував Лубенським архівом, де зберігалися архівні документи Лубенщини, в тім числі і метричні книги церкви с. Рудки. В період війни 1941-1945 р.р. всі ці документи загинули).
Коли Марія Василівна проживала в Петербурзі, її маєтністю в Рудці опікувалися бабуся і дідусь. Після смерті Євгена Павловича (1848 р.) Марія Василівна з дочкою Надійкою повернулися в Рудку. Десь близько 1857 р. вона одружилася з штабс-капітаном Масловим Петром Миколайовичем, який від неумілого господарювання привів маєтність до розладу, і її довелося продавати.
Близько 1865 р. вона була продана (516 десятин землі з будівлями) Прилуцькому поміщикові Трифонівському, який віддав її своїй дочці Ганні Семенівні в придане при одруженні її з штабс-ротмістром Щербаком Дмитром Олександровичем (1837-1912 р.р.) поміщиком с. Щербаківки (нині. Тарасівка).
А через деякий час Щербаки цю маєтність продали генерал-майорові Лубенському поміщикові Скаржинському Миколі Георгійовичу (1849-1910 р.р.), дружина якого Катерина Миколаївна (1852- 1932 р.р.) із численних археологічних знахідок і інших важливих для історії, етнографії і природознавства речей створила свій музей, який в 1906 році передала до музею Полтавського губернського земства (нині Полтавський краєзнавчий музей).
Другою частиною Рудки, яку заснували Ограновичі, весь час вони і володіли, передаючи її із покоління в покоління своїй родині. Останнім володарем її був Іван Львович Огранович (1831-1906 р.р.).
Про Рудку та її жителів писав у 1904 році етнограф В.П. Милорадович в нарисі «Степная Лубенщина». Від рудківської церкви, що стояла скраю села, тяглася поздовжня вулиця Григоровщина, населена з одного боку селянами Басами, Богушами, Махинями, Сербинами, а з іншого Кібцями, Кириченками, Муравчиками, Надточіями, Романюками.
Ще одна частина села, що навколо дворища поміщиків Огра-новичів, так звана Гранівщина, населена була Буцями, Буйними, Гуринами, Козеренками, Махновськими, Ратниченками і Хижняками. За поміщицьким дворищем - Даценками, Ічанськими, Мартиненками, М'якотами.
В. Милорадович розповідає і про господарювання поміщиків в Рудці. Обидві економії (Ограновичів і змінних володарів) за кріпаччини були приблизно однаковими: в обох було по декілька плугів, стадо корів, табуни коней. Люди були наполовину «тяглі» (які мали коней чи волів); вони були зобов'язані вирощувати і звозити хліб, а «піші» - жнивувать за третій сніп.
При реформі 1861 р. селяни Рудки одержали на викуп середній наділ землі. І дійсно, ці відомості В. Милорадовича підтверджуються матеріалами викупних установ, що зберігаються в Російському історичному архіві (місто Снкт-Петербург): селяни Ограновичів одержавли наділи в межах 1,4 десятини на кожну ревізьку душу, а селяни Маслової Марії Василівни (та частина Рудки, яка змінювала своїх господарів, на час реформи знаходилась у власності Марії Маслової, кол. Гребінки) - по 1,85 дес. на кожну ревізьку душу.
Тепер, після реформи, земля здається селянам по 10-12 крб. за десятину. Сім'ї селян збільшувалися, і викупленої в 1861 році землі не вистачало, доводилось брати у пана землю, ніби в оренду. Подальший ріст села характеризується такими даними: у 1859 році тут налічувалося 92 двори, в яких жило 762 душі, у 1910 році кількість господарств зросла до 184, а населення - до 1226.
Після революції 1917 року населення Рудки продовжувало рости: в 1926 р. тут налічувалося уже 1499 душ обох статей. Цей ріст продовжувався до 1930 року, коли колективізація і голодомор 1932 - 1933 років не тільки зупинили ріст населення, а й призвели до значних втрат населення Рудки: за переписом населення, 1939 року тут залишилось 969 душ. А далі - війна. Не повернулися з війни 77 сільчан. В період німецької окупації було вивезено на роботи до Німеччини 110 душ, розстріляли 4 жителів села. За переписом населення 1959 року в Рудці мешкало 814 душ, в 1980 р. - 680 душ, в 1990 р. - 687 душ.
За адміністративно-територіальним поділом Рудка входила до складу Яблуневської волості Лубенського повіту. В 1919 р. була створена Рудківська сільрада в складі сіл Рудка і Горби. Відносилась вона до Лубенського району. А з 1935 р. до складу Гребінківського району.
Були часи, коли Рудку і Горби відносили до Березівської або Овсюківської сільрад. А в 1991 р. відновлено Рудківську сільраду в складі сіл Рудка і Горби.
Медичні послуги до революції і деякий час після революції мешканці Рудки і Горбів одержували в медичних закладах повітового (районного) центру м. Лубни, а після 1935 р. - в районному центрі м. Гребінки і в Овсюках, де до війни була амбулаторія і пологове відділення, а після війни - лікарський пункт.
Церква в селі Рудка побудована в 1775 році. Першим священиком її був Гаврило Якович Смирницький, який правив службу в ній до кінця днів своїх (1820 р.). За словами Лубенського історика М. Г. Астряба, який жив в цій парафії, він був пастирем-утішителем і відрадою для своїх парафіян.
В селі Рудка виріс син Гаврила Яковича Авраам (1774-1846 р.р.), який присвятив своє життя службі Богу. В 1797 р. під іменем Антонія він постригся в монахи Київо-Печерської Лаври і в 1815 році став її настоятелем (управителем). В 1826 р. Антоній був зведений в сан Воронезького єпископа, а в 1832 р. - в архієпископи.
Рудківська церква свято зберігала його дари, які він їй підносив під час своїх приїздів до Рудки: Євангеліє, Чашу срібну визолочену, гробницю для Святих Дарів і ін. предмети. В цій церкві 3 липня 1844 р. проходило вінчання Євгена Павловича Гребінки з Марією Василівною Ростенберг.
7 травня 1847 року на кошти Гребінок Є.П. і М.В. тут було відкрито одну з перших в Лубенському повіті земську школу. На жаль, після смерті письменника його дружина перестала відпускати кошти на школу, яка була офіційно закрита 6 квітня 1849 року, і Рудка ще довго залишалася без школи.
Лише в 1886 р. тут була відкрита церковно-парафіяльна школа, законовчителем якої був священик Микола Зубков, а вчителем - диякон Василь Стасевський, щире з любов'ю ставлення до праці якого неодноразово відзначалося в періодичному виланні «Полтавские епархиальньїе ведомости». Син його Іван Васильович Стасевський в 1920-х роках учителював у залізничній школі станції Гребінка.
На 1911р. припадає будівництво старого приміщення школи в с.Рудка, яка стоїть на шляху з Гребінки до Тимок і Яблуневого.
Школа будувалася на дубових сохах, а потім обкладалася цеглою. У школі було 4 класи і учительська кімната. Школа була церковнолриходською.
Для дітей закінчення цієї школи багато означало. Людина, що закінчила школу, вважалася грамотною.
Після 1917 року створення нової школи стало загальнодержавною справою. І у 1938 році в школі перейшли на загальне семирічне навчання.
Великої шкоди освіті завдала війна. Фашисти, відступаючи, хотіли спалити школу. Це просто диво, що на них вплинули прохання жителів Рудки залишити їм школу. Школа вціліла, почала працювати, і в 1945 році був перший післявоєнний випуск.
У класах було по 35-40 учнів. Першими післявоєнними директорами були: І. К. Охріменко, И. М. Дворник, Г. В. Гнида. В 1950 році почалося будівництво другого приміщення школи, в якому знаходилися три класні кімнати.
До 12 вересня 1991 року село Рудка підпорядковувалося Овсюківській сільській раді. З 12 вересня 1991 року є центром окремої сільської ради.

## Видатні люди
У Рудці народилися:
- Кіріяк Катерина Йосипівна — українська радянська діячка, майстер машинного доїння корів колгоспу імені Чапаєва Гребінківського району Полтавської області. Депутат Верховної Ради УРСР 10-11-го скликань.
- Онищенко Олексій Семенович — український науковець та громадський діяч, академік-секретар Відділення історії, філософії та права НАН України, генеральний директор Національної бібліотеки України імені В. І. Вернадського, президент Асоціації бібліотек України, віце-президент Товариства «Знання» України; заслужений діяч науки і техніки України, лауреат Державної премії України в галузі науки і техніки, академік НАН України.
- Руденко Ярослава Василівна (до шлюбу Кривошеєва, 1989) — українська співачка та науковиця. Народна артистка України, солістка Національної філармонії України та Заслуженого академічного ансамблю пісні і танцю Збройних сил України, кандидат мистецтвознавства, лауреатка міжнародних і всеукраїнських конкурсів та фестивалів, нагороджена орденом княгині Ольги III ступеня та медаллю Міністерства оборони України «За сприяння розвитку Збройним силам України».

## Галерея
|                            |                                   |                         |
| Сільський Будинок культури | Братська могила радянських воїнів | Фермерське господарство |